# 陳施君殺害事件
陳施君殺害事件または6月14日外国人関連刑事事件（簡体字中国語: 6·14涉外刑事案件）は、2021年6月14日に中国浙江省寧波市で発生した殺人事件。
同日の夜に寧波工程学院のアフリカ系アメリカ人英語教師であるシャディード・アブドゥルマティーン（英語: Shadeed Abdulmateen）が、同大学の23歳の女子大学生を強姦した上に刺殺した。
6月15日未明、容疑者は警察に逮捕され、殺害の理由を「人間関係のトラブル」と語った。
この事件は、中国における外国人排斥、特に黒人差別の感情を掻き立てた。
8月20日、寧波市人民検察院は、犯人を故意殺人の罪で寧波市中級人民法院に起訴した。
2022年4月21日、寧波市中級人民法院が一審で死刑判決を言い渡した。